# 佩斯伊利沙伯

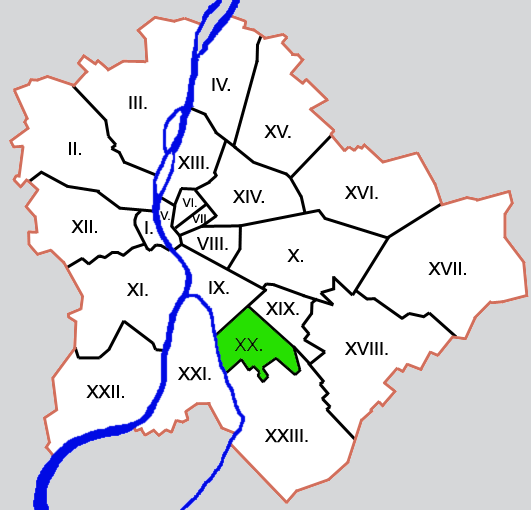
所在位置

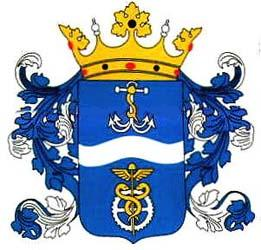
区徽

佩斯伊利沙伯（匈牙利語：Pesterzsébet），是匈牙利首都布达佩斯的一个区，总面积12.18平方公里，总人口63 371，人口密度5 203人/平方公里（2009年1月1日）。